# Phanerotoma brendelli
Phanerotoma brendelli är en stekelart som beskrevs av Herbert Zettel 1990. Phanerotoma brendelli ingår i släktet Phanerotoma och familjen bracksteklar. Inga underarter finns listade i Catalogue of Life.